# Мансхольт, Сикко
Сикко Мансхольт (нидерл. Sicco Mansholt; 13 сентября 1908[…], Ulrum, Гронинген — 29 июня 1995, Вапсервен, Дренте) — фермер, участник нидерландского Сопротивления во время Второй мировой войны. Он стал первым еврокомиссаром, ответственным за сельское хозяйство и четвёртым председателем Европейской комиссии.
Идеи Мансхольта заложили основу для Единой сельскохозяйственной политики ЕС — одного из наиболее выдающихся направлений политики союза с начала его основания. Свидетель ужасов голода в Нидерландах в конце войны, Мансхольт был убеждён, что Европа должна стать самодостаточной и что нужно гарантировать стабильные поставки доступных для всех по цене продовольственных товаров.

## Ранние годы
Сикко Мансхольт родился 13 сентября 1908 года в социально-ориентированной семье, державшей преуспевающую ферму в провинции на севере Нидерландов Гронинген. Его отец был активистом Социал-демократической рабочей партии, важным советником в партии по вопросам сельского хозяйства. Его мать, дочь судьи, была одной из первых нидерландских женщин, изучавших политические науки в университете, и часто проводила политические собрания для женщин.
После высшей школы в Девентере Мансхольт хотел стать фермером, но его отец, уже плативший аренду участка для занятий сельским хозяйством для брата Мансхольта, не мог платить и за Сикко Мансхольта. Однако надеясь сделать карьеру в сельском хозяйстве, Сикко Мансхольт отправился в Голландскую Ост-Индию (теперь Индонезия) и стал работать на чайной плантации. Но не принял существовавшую там колониальную систему и в 1936 году вернулся в Нидерланды. Ему удалось в 1937 году получить участок земли в польдерном регионе Вирингермер. Там он женился и работал фермером до начала Второй Мировой войны.

## Во время и после Мировой войны
Во время войны Мансхольт был активным деятелем Движения сопротивления против нацистских оккупантов. Он прятал людей на своей ферме и организовал сеть доставки продуктов для скрывавшихся на западе страны. Признавая его опыт, храбрость и организационные способности, новые власти страны пригласили Мансхольта на должность министра сельского хозяйства, рыболовства и обеспечения продовольствием в первом послевоенном правительстве, возглавляемом Виллемом Шермерхорном из недавно созданной Партии труда. Мансхольту было 36 лет, и он стал самым молодым на тот момент министром.
Должность Мансхольта была чрезвычайно важна, так как война вызвала проблемы с продовольствием. Он принял меры, направленные на быстрое восстановление запасов продуктов питания, но в то же время понимал необходимость всеобъемлющей модернизации сельского хозяйства, чтобы избежать продовольственных кризисов в будущем и добиться эффективности отрасли. Были установлены минимальные цены на важнейшие сельскохозяйственные товары, введены импортные пошлины и меры поддержки экспортёров. Для повышения производительности Мансхольт содействовал инвестициям в исследования, образование и слияние ферм в более крупные и эффективные сельскохозяйственные объединения.

## Единая сельскохозяйственная политика для Европы
Будучи убеждённым европейским федералистом, Мансхольт мечтал об общеевропейской аграрной программе. В 1950 году он разработал план, предусматривавший создание единого рынка сельхозпродукции в Европе под управлением наднационального органа. Однако этот план оказался слишком амбициозен для своего времени и принят не был. Впоследствии этот план был учтён при создании Единой сельскохозяйственной политики Европейского экономического сообщества.
После работы в качестве министра в течение двенадцати с половиной лет у Мансхольта появилась возможность заняться общеевропейскими проектами, когда он стал в 1958 году комиссаром по сельскому хозяйству в комиссии Хальштейна — первой Европейской комиссии в истории. Римский договор 1957 года учредил Европейское экономическое сообщество и общий рынок, который должен был вводиться в течение трёх четырёхлетних периодов. Этот двенадцатилетний план был воспринят многими как излишне оптимистичный, неосуществимый, особенно в области сельского хозяйства. Однако Мансхольт, надеясь на успех, принялся за работу.
Его планы предусматривали прямые выплаты для растениеводства и обработки земли, включая гарантированные минимальные цены, контроль над тарифами и квоты на импорт определённых товаров из третьих стран. Это могло повысить эффективность отрасли, так чтобы у потребителей был устойчивый выбор доступных по цене продуктов, а у ЕЭС — жизнеспособный аграрный сектор. В 1968 году Мансхольт добился, чтобы Еврокомиссия опубликовала «Меморандум о реформе Единой сельскохозяйственной политики», названный «планом Мансхольта». План декларировал, что для процветания аграрного сектора необходима модернизация фермерских хозяйств, часть фермеров должны переквалифицироваться в другие секторы экономики или уйти на досрочную пенсию, чтобы не произошёл кризис перепроизводства. Его идеи встретили сопротивление со стороны многих фермеров и их политических представителей, опасавшихся, что общий подход к хозяйствам будет угрожать жизнеспособности малых ферм, а всю выгоду получат крупные объединения.
В целом сельскохозяйственная политика была успешна в достижении изначальных целей, заключавшихся в создании самодостаточной в области продовольствия Европы. К 1970-м годам часто наблюдались даже излишки фермерской продукции. В течение 70-х годов Мансхольт стал убеждённым сторонником мер по защите окружающей среды как неотъемлемого элемента агрополитики.

## Радикальный еврокомиссар
Уже будучи респектабельным бюрократом, Мансхольт испытал влияние левых антисистемных идей 1968 года (в частности, Герберта Маркузе и Ивана Иллича) и призывал к «новому, современному социализму», не ограниченному исправлением огрехов капитализма. Среди прочего, он рассматривал возможности ограничения власти транснациональных корпораций, скоординированных мероприятий по борьбе с загрязнением окружающей среды и даже национализации на общеевропейском уровне.
Большое впечатление на него оказал доклад Римского клуба «Пределы роста», побудивший задуматься об отказе от бесконечного экономического роста и о перераспеделении ресурсов богатых стран в пользу развивающихся. К этому моменту Мансхольт уже считал, что капитализм в принципе не способен решить глобальные проблемы. Письмо Мансхольта к председателю Еврокомиссии Франко Мальфатти, фактически призывавшее к антиросту, активно распространяли молодые социалисты в разных странах Европы, напечатав 1,5 млн экземпляров только в одной Норвегии, однако большие партии встретили его предложения прохладно. Даже другой еврокомиссар левых взглядов Альтиеро Спинелли подшучивал над Мансхольтом, не становится ли тот «хиппи».

## Председатель Еврокомиссии
С 1958 года до 1972 Мансхольт был вице-председателем Еврокомиссии. А 22 марта 1972 года после отставки Франко Мальфатти стал четвёртым председателем Европейской комиссии (Оставался на посту до 5 января 1973 года). За время его мандата была создана «Европейская валютная змея», когда страны согласились ограничить колебания своих валют относительно друг друга до 2,25 % (24 апреля 1972 года); началось формирование Европейского фонда валютного сотрудничества (12 сентября 1972 года на саммите министров финансов в Риме); произошло первое расширение ЕС (1 января 1973 года).
Сикко Мансхольт жил свои последние годы на старой ферме в деревне Вапсервен в провинции Дренте (северо-восток Нидерландов). Там он умер 30 июня 1995 года.